# Hercules (linieschip)
De Hercules was een linieschip van 68 kanons in de oorlogsvloot van de Republiek der Zeven Verenigde Nederlanden en de Bataafse Republiek. 

## Geschiedenis
De bouw van het schip vond plaats in de periode 1781-1782 naar de oorspronkelijke scheepsbouwtekeningen van Pieter van Zwijndregt op de nieuwe scheepswerf van scheepstimmerman I. Spaan buiten Dordrecht. De tewaterlating vond plaats op 12 april 1782. Een zusterschip, de Wassenaar, werd volgens hetzelfde ontwerp gebouwd te Rotterdam.
De Hercules was in 1797 samen met de Wassenaar, betrokken bij de Zeeslag bij Kamperduin. De Hercules raakte daarbij in brand en werd, evenals de Wassenaar door de Engelsen als oorlogsbuit meegevoerd naar Yarmouth. De Delft, een iets kleiner schip werd ook meegevoerd, maar was te zwaar beschadigd en zonk. Op 31 augustus 1798 gaf de Britse Admiraliteit order om het de prijsgenomen Hercules om te dopen tot Delft, uit respect voor de tegenstand die de Delft in deze slag had geleverd. In 1799 werd de HMS Delft (dus ex Hercules) in Britse dienst omgebouwd tot troepentransportschip. In 1802 werd het onttakeld en verbouwd tot gevangenisschip. In 1822 werd het schip als golfbreker afgezonken voor de haven van Harwich. 
De Wassenaar werd in Engelse dienst genomen als HMS Wassenaar en diende eerst als troepenschip. In februari 1798 werd het vlaggenschip van admiraal Joseph Peyton bij Duins. In de jaren 1800 tot 1802 deed het dienst in de Middellandse Zee, daarna werd het een opslagplaats voor kruit te Chatham en werd uiteindelijk voor de sloop verkocht in 1818. 

## Technische gegevens
- Lang op het dek 167 voet.
- Wijdt 46 5/11.
- Hol op de kielplaat 21 voet.
- Totaal 68 stuks geschut
  - Onder Laag 13 stukken a 24 pond.
  - Boven Laag 13 stukken a 18 pond.
  - Bak en half dek 8 stukken a 8 pond.

## Belangrijke data
- Vanaf 16 februari 1790 moest de Hercules samen met een aantal andere schepen van oorlog 'opgekalefaat' worden op de werf van Hellevoetsluis.
- In het begin van het jaar 1792 bevond de Hercules zich op de Maas te Rotterdam en was in goede staat.
- Op 7 juni 1796 gaf viceadmiraal De Winter order aan alle commandanten van 's lands oorlogsschepen zich het nummer van hun 'spreekwimpel' toe te eigenen dat op een lijst bij ieder schip stond aangegeven, het nummer van de Hercules was no. 7 onder bevel van kapitein G.J. van Rijsoort.